# Station Wójcice
Station Wójcice is een spoorwegstation in de Poolse plaats Wójcice.